# Protaetia afflicta
Protaetia afflicta — жук из семейства пластинчатоусых (Scarabaeidae).

## Описание
Жук длиной 18-24 мм. Окраска верха тела матовая, как бы бархатистая. Голова, низ тела и ноги блестящие. Верх тела чёрно-синий или чёрно-зеленый, тёмно-бронзовый; надкрылья и пигидий без белых пятен или с ними, низ темно-синий или фиолетовый, тёмно-зелёный.
Широкий, довольно выпуклый жук. Голова покрыта в очень густых и крупных точках, особенно на лбу между глазами. Переднеспинка покрыта редкими мелкими точками; ее боковая кайма расширена в задней части. Щовный промежуток в своей задней части слабо приподнят. Надкрылья в малочисленных круглых поперечных белых пятнах или без них. Пигидий в густых морщинках, иногда с несколькими белыми пятнышками, покрыт в редких волосках.

## Ареал
Греция, Ионические острова, европейская часть Турции, Кипр, западная и южная часть Малой Азии, Передняя Азия, север Аравийского полуострова.

## Биология
В Палестине жуки активны в апреле—мае. Питаются цветками различных растений. В Передней Азии повреждают початки кукурузы в период их молочной спелости.